# Тайкі (Міє)

Та́йкі (яп. 大紀町, たいきちょう, МФА: [tai̯kʲi̥ t͡ɕoː]?) — містечко в Японії, в повіті Ватарай префектури Міє. Розташоване в південній частині префектури, на березі річки Мія. Отримало статус містечка 2005 року. Площа становить 233,54 км². Станом на 1 серпня 2011 року населення складало 9717  осіб, густота населення — 41,6 осіб/км².   